# Protestantse kerk (Engelen)
De protestantse kerk of Oude Lambertuskerk te Engelen (gemeente 's-Hertogenbosch) is een overblijfsel van een 15e-eeuwse laatgotische kruiskerk die gebouwd was op de plaats waar voordien al een tufstenen romaanse kerk had gestaan. Deze laatgotische kerk werd in 1587 verwoest door oorlogshandelingen tijdens de Tachtigjarige Oorlog.
Aangezien Engelen tot het Graafschap Holland behoorde, kreeg de hervormde religie al snel aanhang. Reeds op 21 juli 1566 hield Cornelis van Diest een hagenpreek. De hervormden herstelden het priesterkoor van het verwoeste kerkje en richtten het in als hun eigen kerk. In 1641 kwam er een eigen predikant. Dit is zo gebleven en tegenwoordig is het een PKN-kerk. Elke zondag om 10.30 vindt er een kerkdienst  plaats. Tot 2016 werden er ook diensten van de samenwerkende Remonstranten en Doopsgezinden in het gebouw gehouden.
De kerk bezit een gotische grafzerk voor frater Thomas de Borheij.